# آندره پارمونتیه
آندره پارمونتیه (فرانسوی: André Parmentier‎; ۲۹ مهٔ ۱۸۷۶ – ۱۹۳۹) تیرانداز اهل فرانسه بود.
وی در مسابقات کشوری و بین‌المللی در مجموع برندهٔ ۱ مدال نقره، ۱ مدال برنز شده‌است.